# Incursión española en La Goleta (1612)
La incursión en La Goleta de 1612 fue un ataque por parte de la Monarquía Hispánica sobre La Goleta, puerto principal del Túnez otomano, en el que se había armado una flota de naves occidentales al mando del corsario francés Zymen Danseker con planes de usarlas para asaltar las Indias hispánicas. A las órdenes del virrey de Sicilia, Pedro Téllez-Girón, duque de Osuna, el capitán Antonio Pimentel atacó el puerto y destruyó la flota antes de que pudiera zarpar.
Este fue la segunda gran operación contra el corso berberisco acaudillado por Danseker, siguiendo la estela de una incursión anterior en la que Luis Fajardo arrasó el puerto tunecino en 1609.

## Trasfondo
En 1612, las galeras del duque de Osuna capturaron en Catania a un espía turco, el cual reveló en el interrogatorio que Zymen Danseker o Simon de Danser, holandés al servicio de Francia y coaligado con Túnez, había hecho construir en su puerto diez buques de vela potentes con los métodos occidentales, completos con tripulantes holandeses y turcos, con los que planeaba salir al Atlántico y extender la piratería berberisca a las posesiones españolas de ultramar. El virrey reconoció el peligro que estos planes representaban, máxime cuando Danseker ya había construido para la Regencia de Argel otras naves europeas, que habían resultado difíciles de derrotar por las galeras comúnmente utilizadas en la guerra mediterránea.
Obteniendo recursos extraordinarios del parlamento de Mesina para solventar la amenaza lo antes posible, Osuna aprestó allí a su capitán Antonio Pimentel, en compañía del veterano de Flandes Hernando de Aledo, experimentado en guerra anfibia, para que se infiltraran en Túnez con un contingente de la infantería de marina hispánica y destruyeran la armada de Danseker.

## Batalla
Gracias a un viento favorable y a la fuerza de sus remeros, Pimentel llegó sin ser visto con seis galeras a la costa tunecina, donde esperó hasta la medianoche antes de desembarcar con 100 hombres en chalupas. Avistando los barcos holandeses fondeados, diez naos de distintos tamaños, los españoles identificaron tres de ellas como buques de carga de botines piratas, y utilizaron artefactos incendiaros para prender fuego a todas las demás. Danseker y los corsarios dormían en los barcos con escasa vigilancia, y al percatarse del asalto y el gran incendio, cundió el pánico y muchos se arrojaron al agua.
Aprovechando la confusión, los soldados de Pimentel se hicieron con las tres naves que habían marcado, una nao de mil toneladas llena de ricas mercaderías, probablemente el propio barco del tesoro de Danseker, y dos más pequeñas. Los españoles fueron bombardeados por las baterías de La Goleta y otro bastión construido por los corsarios, aunque ya demasiado tarde para infligirles otra cosa que unas pocas bajas, y al amanecer dejaban Túnez remolcando las embarcaciones capturadas, mientras que la armada de Danseker era abrasada por el fuego junto con sus pertrechos y los tripulantes que no habían podido escapar. El incendio se propagó además tierra adentro y causó grandes daños.

## Posterioridad
Al alejarse de Túnez, Pimentel se encontró por casualidad con una escuadra de siete galeras de Nápoles comandadas por Álvaro de Bazán y Benavides, que marchaba con idéntica misión para destruir nuevas atarazanas y almacenes de municiones que los tunecinos habían erigido en Bizerta para aprovisionar sus futuras expediciones. Decidiendo no regresar a Sicilia sin otro triunfo, Pimentel juntó su armada a la suya y dieron el golpe en Bizerta de manera combinada, saqueando la ciudad, destruyendo los edificios estratégicos y dando fuego a todo. En el transcurso de esta otra razia cayeron 10 españoles y más de 500 enemigos, haciéndose centenares de cautivos de entre estos últimos. En el camino de vuelta a Sicilia, quemaron también un bergantín moro cerca del cabo de Bona.
El éxito en estas empresas se recibió en Sicilia con grandes celebraciones. Osuna envió a la corte parte del botín obtenido, incluyendo prisioneros y caballos turcos tomados en los saqueos, además de grandes prebendas para las autoridades con objeto de facilitar el mandato de Osuna en el futuro. Aventureros de varios países viajarían a Sicilia con el fin de unirse a las armadas de Osuna. El virrey pronto armaría su propia flota privada de buques de vela, facilitando una nueva incursión en La Goleta en 1615 al mando de Francisco de Ribera y resultando en la gran victoria de la batalla del Cabo Celidonia. Por su parte, el holandés Danseker moriría en 1615, traicionado y decapitado por los tunecinos en un intento de negociar la liberación de naves francesas.